# فرانسوا نیکولو
فرانسوا نیکولو دیپلمات و تحلیلگر سیاسی سفیر فرانسه در ایران در سال‌های ۲۰۰۱ تا ۲۰۰۵ بود.

## زندگی‌نامه
نیکولو در ۲۴ ژوئیه ۱۹۴۰ متولد شد. وی پس از گذراندن یک دوره علمی در مؤسسه مطالعات سیاسی در پاریس و کسب مدرک در سن ۲۱ سالگی، در سال ۱۹۶۴ وارد وزارت امور خارجه فرانسه شد.
از سال ۱۹۶۴ تا ۲۰۰۵ وی به‌عنوان دیپلمات انجام وظیفه می‌کرد، در سال‌های ۱۹۷۳ تا ۱۹۷۵ وی دبیر دومی سفارت فرانسه در سانتیاگو پایتخت شیلی را بر عهده داشت.
به مدت دو سال بین سال‌های ۱۹۷۵ تا ۱۹۷۸ رئیس ستاد مشترک فرمانداری کل ارتش فرانسه در برلین بود. نیکولو پس از آن در بازه زمانی ۸۸–۱۹۸۶ سرکنسول فرانسه در شهر بمبئی هند شد.
وی در اوایل دهه ۹۰ میلادی نیز به‌عنوان سفیر فرانسه در بوداپست گماشته شد که مأموریت این دیپلمات فرانسوی تا سال ۱۹۹۷ ادامه پیدا کرد. در نهایت وی در سال ۲۰۰۱ به سفارت فرانسه در تهران آمد و تا سال ۲۰۰۵ آخرین مأموریت خود به‌عنوان دیپلمات را پایان داد.
روز ۲۰ مارس ۲۰۲۱ در سن ۸۰ سالگی در پاریس در گذشت.
مقالات زیادی را در رسانه‌های فرانسه و کشورهای دیگر در مورد ایران و حوزه کاری خود منتشر کرد. در بازگشت از تهران یک اثر ماندگار از خود بر جای گذاشت.
سفارت فرانسه در تهران در رابطه با شناخت خوب وی از ایران نوشت: او ایران را به خوبی و با تمام ظرافت‌هایش می‌شناخت و در بازگشت از تهران، «عمامه و گل سرخ، خاطرات نامنتظره یک سفیر در ایران» را نگاشت.